# 7,62 × 42 mm SP-4

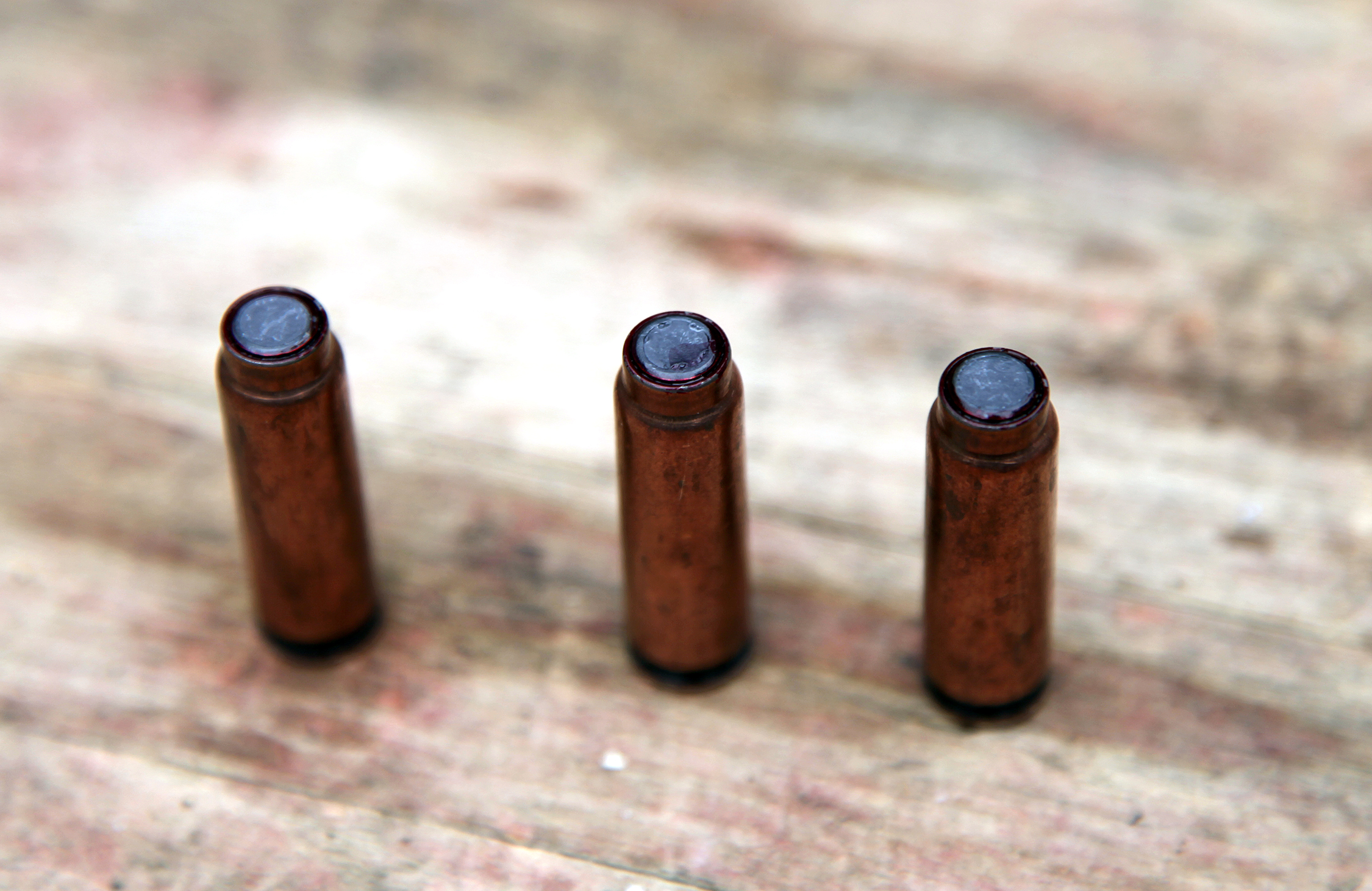
Náboje SP-4

7.62×42 mm SP-4 je speciální typ bezokrajového náboje se středovým zápalem, lahvovitého tvaru a velice krátkým krčkem. Naboj byl vyvinut pro potřeby Specnaz a KGB v 80. letech. Na začátku 21. století byl z náboje odvozen vzhledem i rozměry podobný náboj 7N36.
Naboj používaji tyto zbraně: samonabíjecí pistole PSS, revolver OC-38 Stěčkin a průzkumnický nůž NRS-2. Díky použití tohoto speciálního střeliva mohou zbraně střílet neslyšně bez záblesku a kouře, jejich efektivní dostřel je ale omezen na zhruba 25 metrů.

## Popis
Projektil válcového tvaru z měkké oceli je před výstřelem schovaný uvnitř nábojnice. Za projektilem se nachází píst a za ním menší množství speciální výmetné náplně. Po výstřelu působí tlak plynů na píst, který tlačí vpřed projektil ven z nábojnice, poté se píst zastaví v krčku nábojnice a tím zabrání úniku povýstřelových spalin do hlavně.
- hmotnost celého náboje: 23 g
- hmotnost projektilu: 9,65 g
- délka nábojnice: 42mm
- energie střely 170-194 J
- počáteční rychlost střely: 135-200 m/s